# DFDS
Det Forenede Dampskibs-Selskab (DFDS) är ett danskt rederi och logistikföretag verksamt inom passagerarfärjetrafik, RoRo-shipping och containerfart i Europa.
Fram till 2010 bedrevs rederiverksamheten i dotterbolaget DFDS Seaways, vilket namn därefter behållits som varumärke. DFDS Logistics är en annan verksamhet i DFDS vilken erbjuder transportlösningar och containertrafik runt Nordsjön.
DFDS har omkring 14000 anställda och verkar i elva nordeuropeiska länder. Koncernens huvudkontor ligger på Sundkrogsgade 11 i Köpenhamns frihamn.

## Rederiet/DFDS Seaways
Rederiet bedriver linjetrafik med 36 RoRo-fartyg (juli 2012) mellan destinationer runt Östersjön och Nordsjön. 

### Passagerartrafik

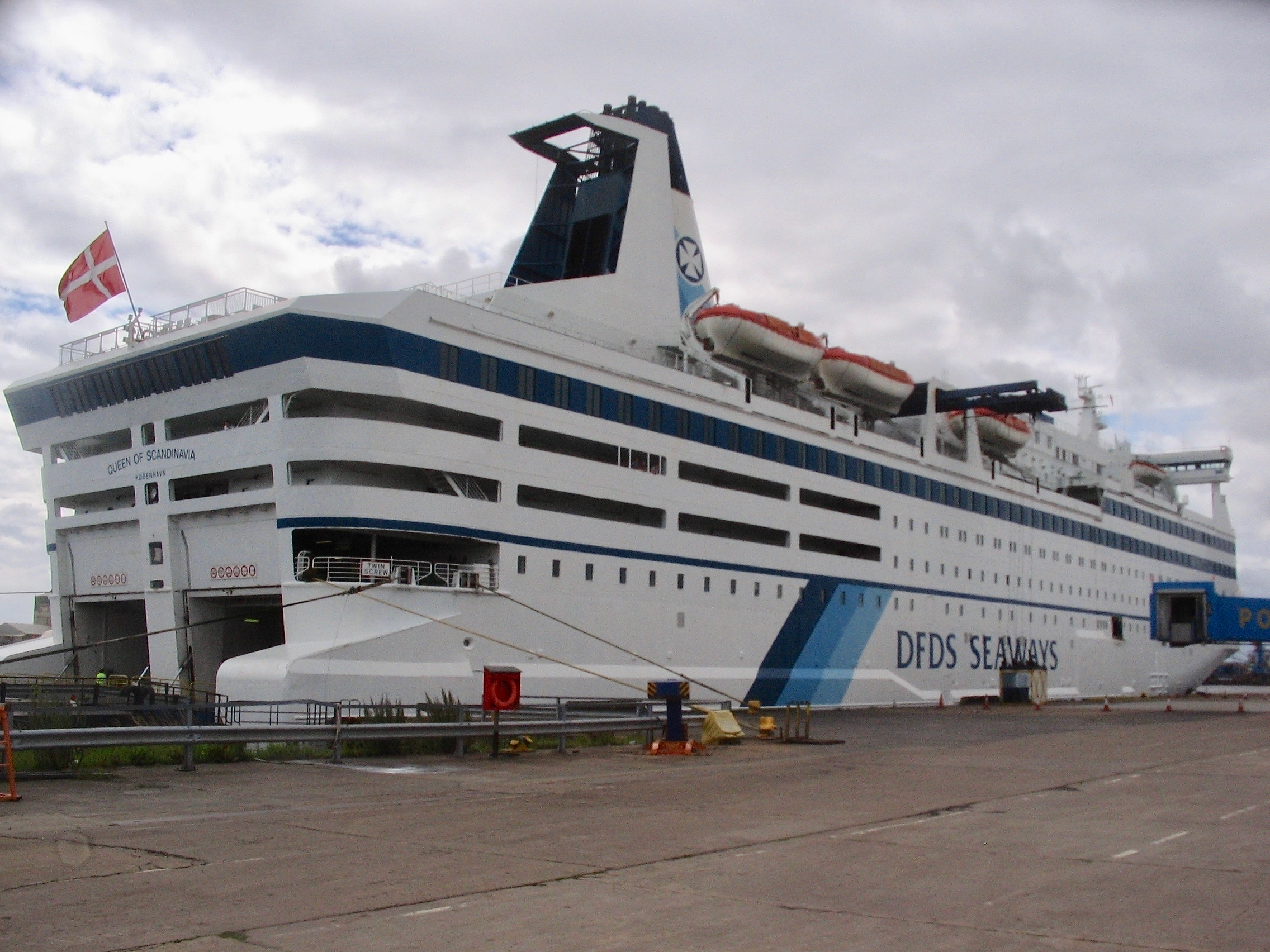
M/S Queen of Scandinavia.

Passagerarfartyg trafikerar linjerna Karlshamn–Klaipeda, Sankt Petersburg–Karlshamn–Kiel, Köpenhamn–Oslo och Ĳmuiden–Newcastle. Den ur passagerarsynvinkel viktigaste linjen, Köpenhamn–Oslo, trafikeras av flaggskeppen M/S Pearl Seaways (40 030 BRT) och m/s Crown Seaways (35 495 BRT). Även linjen Ĳmuiden–Newcastle trafikeras av kryssningsfärjor, m/s King Seaways (31 788 BRT) och m/s Princess Seaways (31 356 BRT). Dessutom äger man den utchartrade kryssningsfärjan m/s Princess Maria (33 730 BRT) som trafikerar Sankt Petersburg–Helsingfors. Men även flera av fraktfartygen är anpassade för passagerare i varierande utsträckning.

#### Tidigare passagerartrafik
Tidigare har rederiet även trafikerat Köpenhamn–Trelleborg–Gdansk, Göteborg–Köpenhamn, Göteborg–Harwich, Göteborg–Amsterdam, Göteborg–Kristiansand–Newcastle, Bergen–Haugesund–Stavanger–Newcastle och Hamburg–(Cuxhaven)–Harwich och Esbjerg–Harwich. Dessa rutter är nedlagda. 
DFDS övertog passagerartrafiken mellan Sverige och Storbritannien 1981 från det svenska rederiet Tor Line, som då trafikerade linjen Göteborg–Felixstowe. Idag körs fraktfartyg över Nordsjön under beteckningen DFDS Tor Line. I oktober 2006 slutade man trafikera Sverige när färjorna på linjen Köpenhamn–Oslo slutade att angöra Helsingborg och färjelinjen mellan Göteborg och Newcastle lades ned varvid M/S Princess of Scandinavia togs ur drift.
I maj 2008 meddelade bolaget att de förlustbringande linjerna mellan Norge och Storbritannien skulle upphöra från den 1 september. M/S Queen of Scandinavia som trafikerade Norge–Storbritannien chartrades ut till St. Peter Line.
Företaget har meddelat att rutten mellan Harwich och Esbjerg stängdes den 29 september 2014.

### Östersjölinjer (roro)
- Kapellskär–Paldiski
- Kiel–Karlshamn–Sankt Petersburg
- Karlshamn–Klaipėda

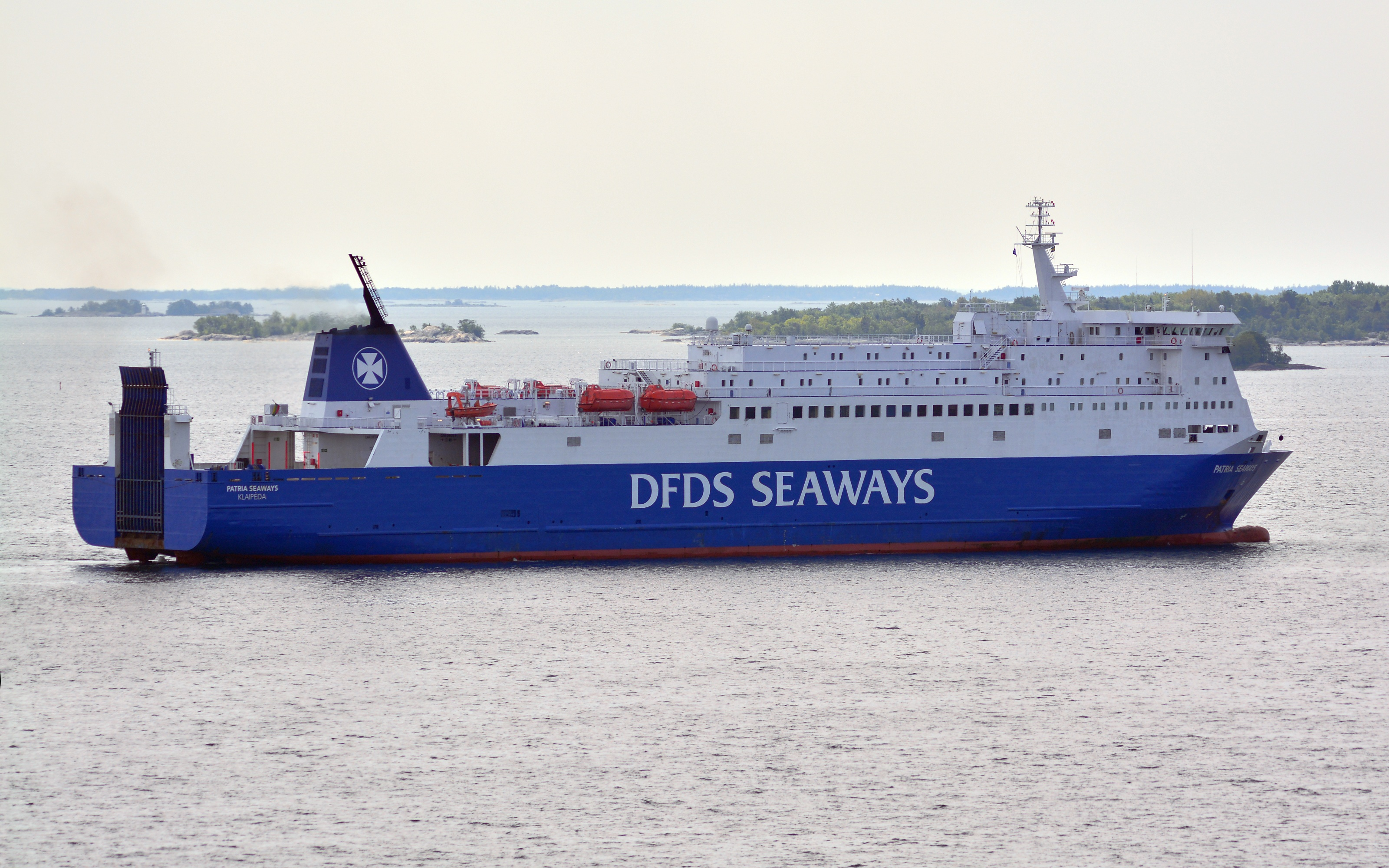
M/S Patria Seaways trafikerar sträckan Kapellskär–Paldiski.

- Fredericia–Århus–Köpenhamn–Klaipėda
- Kiel–Klaipėda
- Sassnitz–Klaipėda
- Kiel–Sassnitz–Ust Luga

### Nordsjölinjer (roro)
- Göteborg–Immingham
- Göteborg–Gent
- Brevik–Immingham
- Brevik–Gent
- Esbjerg–Immingham
- Cuxhaven–Immingham
- Ĳmuiden–Newcastle
- Rotterdam–Immingham
- Rotterdam–Felixstowe
- Dunkirk–Dover
- Calais–Dover

## Historia
Det Forenede Dampskib-Selskab (DFDS) (på svenska "Det Förenade Ångfartygssällskapet"), grundades 1866 av Carl Frederik Tietgen genom en fusion av flera mindre rederier. Man samlade på så sätt 22 fartyg på sammanlagt 9 500 tons d.w. Aktiekapitalet var ursprungligen 1,8 miljoner danska kronor men hade redan 1896 ökat till 10 miljoner kronor. Förlusten av Sønderjylland 1864 ledde till ett stigande sjöfartsintresse i Danmark då utskeppningshamnen för jordbruksprodukter till England dittills hade varit Hamburg. Därtill anlades vid denna tid Esbjergs hamn som medförde stora intäkter för DFDS. Bolaget lade efterhand under sig nästan alla inrikes linjer och kontrollerade frakten av jordbruksprodukter från Danmark till Storbritannien. Därtill skapade man reguljära passagerar- och fraktlinjer mellan hamnar i Skandinavien, Island, Färöarna, Nordsjön, Östersjön, Frankrike, Portugal, Spanien, Italien, Levanten, Nordafrika samt Nord- och Sydamerika. 

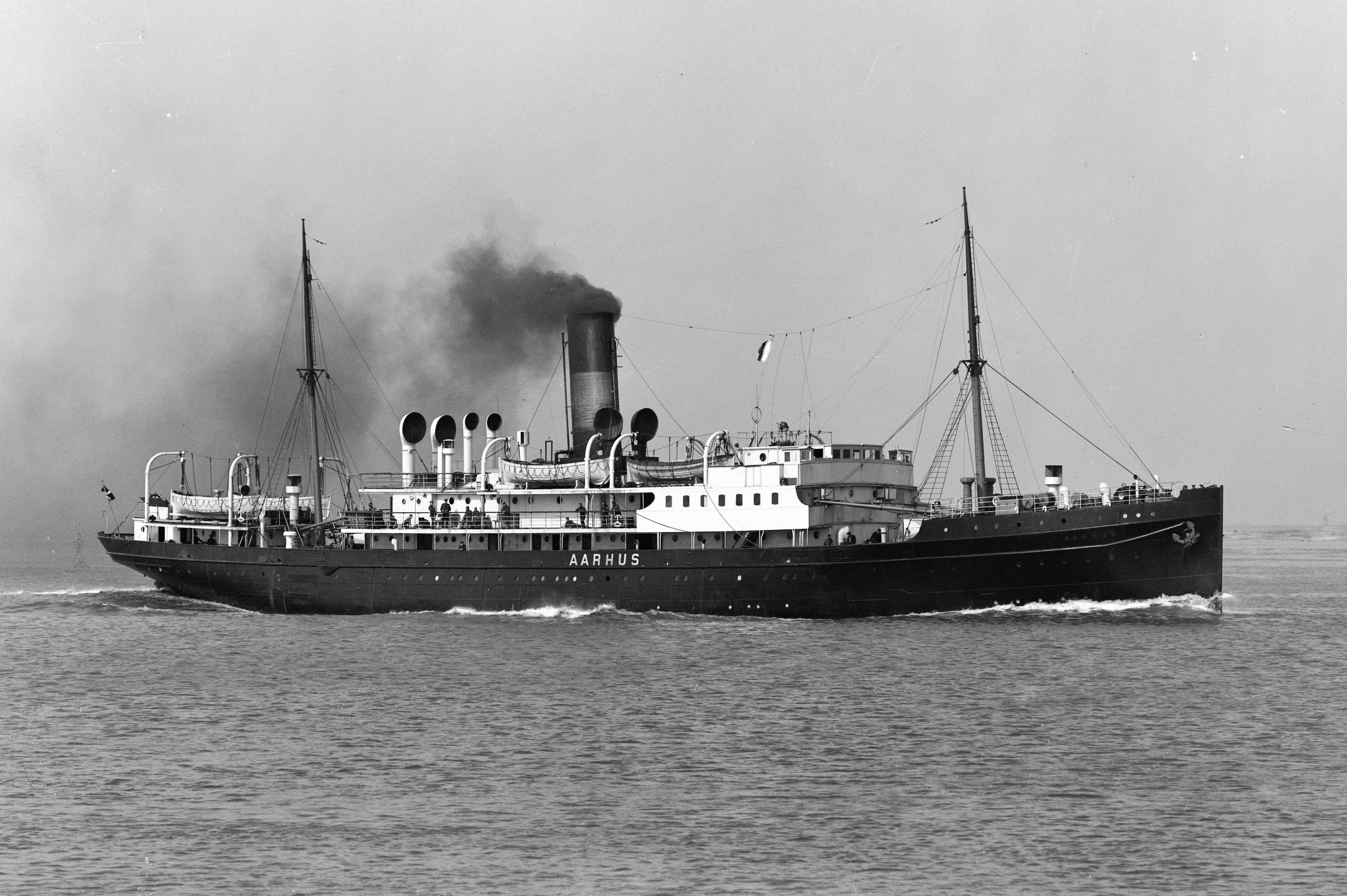
Aarhus (1912)

Bolaget övertog Tingvalla-linjens passagerartrafik till New York 1898 och döpte om den till Skandinavien–Amerika Linien. Linjen drevs fram till 1935 då bortfallet av emigranttrafiken och minskad import från USA inte längre gjorde linjen bärkraftig. 
Vid andra världskrigets utbrott 1939 bestod flottan av 96 fartyg med ett samlat bruttoregistertonnage på 184 423. Under kriget miste rederiet 32 fartyg, men införlivade också lika många genom både köp och nybyggnation. Vid utgången av 1950 hade man 45 ångfartyg, 39 motorfartyg och 80 pråmar med ett samlat bruttoregistertonnage på 195 000. Merparten av flottan bestod av snabbgående fartyg för både passagerare och gods och många var dessutom utrustade med kylrum.
1964 introducerades det första ro-ro-färjan, m/s England, som sattes in på linjen Esbjerg–Harwich. Fler ro-ro-fartyg tillkom i mitten av 1960-talet. 1966 bestod rederiets flotta av 13 passagerarfartyg, 54 fraktfartyg, 4 bogserbåtar och 39 pråmar. Förutom inrikes bedrev man passagerartrafik från Danmark till Norge, Storbritannien, Färöarna, Island och Finland. Linjen till Finland lades emellertid ned 1966. Fraktfart bedrevs även till olika amerikanska och europeiska hamnar. 
Mellan 1967 och 1970 anskaffades fyra identiska bilfärjor för linjerna Köpenhamn–Oslo och Köpenhamn–Ålborg. Den senare linjen lades dock ned 1970 och de två färjor som var avsedda för den linjen byggdes om och flyttades till Medelhavet. För linjen Danmark–Storbritannien anskaffades två nya färjor 1974 och 1978. 
Under 1980-talet växte rederiet genom uppköpen av Tor Line och Prinz Ferries 1981. Man fick därmed tre nya färjor och därtill köptes en finländsk färja 1981. 1982 nedlades färjelinjerna i Medelhavet och 1984 de långväga fraktlinjerna helt. Ett satsning på kryssningar på amerikanska östkusten 1982, Scandinavian World Cruises, uppgavs redan påföljande år.
1982 till 1983 marknadsfördes passagerarvereksamheten som DFDS Danish Seaways på linjerna Esbjerg–Harwich/Newcastle/Torshavn, Köpenhamn–Oslo och Newcastle–Oslo; som DFDS Tor Line på linjerna Göteborg–Harwich/Newcastle/Amsterdam; och som DFDS Prins Ferries på linjen Harwich–Hamburg/Bremerhaven. DFDS trafikerade även Fred. Olsen Bergen Lines linjer Newcastle–Stavanger/Bergen och Stavanger–Amsterdam.
Rederiet förnyade 2006 sin flotta genom köp av M/S King of Scandinavia och M/S Princess of Norway som ersatte de sista kvarvarande fartygen från 1970-talet. Bolaget är beryktat för att endast köpa in begagnat tonnage. Det senaste nybygget beställdes 1978, men man har därefter tagit över kontrakt på byggen och på så sätt fått leverans av nya fartyg som ursprungligen var avsedda för andra rederier.
Under det senaste årtiondet har man återkommit till Östersjön genom övertagandet av Lisco Baltic Service och Baltic Scandinavian lines. En väsentlig utökning av nordsjöverksamheten skedde 17 december 2009, då man tillkännagav att DFDS hade köpt Norfolkline från Maersk. 
Den 21 oktober 2010 meddelades att Göteborgs Hamn AB tecknat ett tjugofemårigt koncessionsavtal med bolagen DFDS och C.Ports som ska driva roro-terminalen via ett gemensamt bolag. När avtalet börjar gälla i januari 2011 tar DFDS och C.Ports över terminalbolaget, 320 anställda och alla kundkontrakt.
I juli 2010 köpte DFDS Norfolkline från Maersk rederi. Samtidigt upphörde DFDS Seaways som eget bolag men används därefter som varumärke för rederiverksamheten. 2024 sålde de rutten och fartygen M/S Crown Seaways och M/S Pearl Seaways till Go Nordic Cruiseline.

### Fartygsbränder 2010
Den 8–9 oktober 2010 utbröt en brand ombord på rederiets fartyg M/S Lisco Gloria när det var c:a 20 mil (landmil) söder om Malmö/Köpenhamn. Alla 236 passagerare ombord samt besättning räddades. Färjan fick senare skrotas.
Den 17 november 2010 kl 06.20 upptäcktes en brand i en elbil på bildäck ombord på M/S Pearl of Scandinavia på väg från Oslo till Köpenhamn. Ingen av de 651 passagerarna och besättningsmännen skadade och räddningsarbetet fortskred enligt plan.

### Nuvarande flotta
| Fartyg                | Typ             | Byggt | I tjänst | Rutt                 | Passagerare | Hyttplatser | Dödvikt   | Flagga         | Notering |
| --------------------- | --------------- | ----- | -------- | -------------------- | ----------- | ----------- | --------- | -------------- | -------- |
| M/S Princess Seaways  | Kryssningsfärja | 1986  | 2006–    | Newcastle–Ĳmuiden    | 1 700       | 1 320       | 31 360 GT | Danmark        |          |
| M/S King Seaways      | Kryssningsfärja | 1987  | 2006–    | Newcastle–Ĳmuiden    | 2 280       | 1 686       | 31 395 GT | Danmark        |          |
| M/S Patria Seaways    | Kryssningsfärja | 1992  | 2004–    | Paldiski–Kapellskär  |             |             | 18 332 GT | Litauen        |          |
| M/S Sirena Seaways    | Kryssningsfärja | 2002  | 2013–    | Paldiski–Kapellskär  |             |             | 22 382 GT | Litauen        |          |
| M/S Optima Seaways    | Kryssningsfärja | 1999  | 2010–    | Klaipėda–Karlshamn   |             |             | 25 206 GT | Litauen        |          |
| M/S Victoria Seaways  | Kryssningsfärja | 2009  | 2010–    | Klaipėda–Karlshamn   |             |             | 25 518 GT | Litauen        |          |
| M/S Athena Seaways    | Kryssningsfärja | 2007  | 2013–    | Klaipėda–Kiel        |             |             | 24 950 GT | Litauen        |          |
| M/S Regina Seaways    | Kryssningsfärja | 2010  | 2011–    | Klaipėda–Kiel        |             |             | 25 518 GT | Litauen        |          |
| M/S Dunkerque Seaways | Kryssningsfärja | 2005  | 2010–    | Dover–Dunkerque      |             |             | 35 923 GT | Storbritannien |          |
| M/S Delft Seaways     | Kryssningsfärja | 2006  | 2010–    | Dover–Dunkerque      |             |             | 35 923 GT | Storbritannien |          |
| M/S Dover Seaways     | Kryssningsfärja | 2006  | 2010–    | Dover–Dunkerque      |             |             | 35 923 GT | Storbritannien |          |
| M/S Calais Seaways    | Kryssningsfärja | 1992  | 2013–    | Dover–Calais         |             |             | 28 883 GT | Frankrike      |          |
| M/S Côte des Dunes    | Kryssningsfärja | 2001  | 2016–    | Dover–Calais         |             |             | 33 796 GT | Frankrike      |          |
| M/S Côte des Flandres | Kryssningsfärja | 2005  | 2016–    | Dover–Calais         |             |             | 33 796 GT | Frankrike      |          |
| M/S Côte D'Albâtre    | Kryssningsfärja | 2005  | 2006–    | Newhaven–Dieppe      |             |             | 18 564 GT | Frankrike      |          |
| M/S Côte d'Opale      | Kryssningsfärja | 2017  | 2021–    | Newhaven–Dieppe      |             |             | 18 564 GT | Frankrike      |          |
| Britannia Seaways     | Ro-ro-fartyg    | 2000  | 2011–    | Felixstowe–Rotterdam |             |             | 24 196 GT | Danmark        |          |

### Tidigare fartyg
| Fartyg                                          | I trafik                       | Status                                               |
| ----------------------------------------------- | ------------------------------ | ---------------------------------------------------- |
| MS Skipper Clement                              | 1964–1976                      | Skrotad 2010.                                        |
| MS Akershus                                     | 1965–1973                      | Eldhärjad och sjönk 1989.                            |
| MS Winston Churchill                            | 1967–1996                      | Skrotad 2004.                                        |
| MS Kong Olav V                                  | 1968–1984                      | Eldhärjad 1993, senare skrotad.                      |
| MS Prinsesse Margrethe                          | 1968–1983                      | Skrotad 2005.                                        |
| MS Aalborgshus MS Dana Sirena MS Dana Corona    | 1969–1971 1971–1978 1978–1985  | Skrotad i Kina 2000.                                 |
| MS Trekroner MS Dana Corona MS Dana Sirena      | 1970–1971 1971–1979 1979–1983  | Sjönk 1994.                                          |
| M/S Adriatica Queen                             | 1974–1990                      | Sedan 2011 M/S Adriatica Queen hos Albanian Ferries. |
| MS Dana Anglia MS Duke of Scandinavia           | 1978–2002 2002–2006            | Sedan 2009 MS Moby Corse hos Moby Lines.             |
| MS Dana Gloria MS King of Scandinavia           | 1981–1984, 1986–1989 1989–1994 | Sedan 2006 MS Jupiter hos Royal Group Ltd.           |
| M/S Tor Scandinavia M/S Princess of Scandinavia | 1981–1991 1991–2006            | Sedan 2006 M/S Moby Otta hos Moby Lines.             |
| MS Scandinavia                                  | 1982–1985                      | Sedan 2002 MS Island Escape hos Island Cruises.      |
| M/S Tor Britannia M/S Prince of Scandinavia     | 1982–1990 1990–2003            | Sedan 2003 M/S Moby Drea hos Moby Lines.             |
| MS Hamburg MS Admiral of Scandinavia            | 1987–1997 1997–2002            | Sedan 2002 MS Caribbean Express hos Access Ferries.  |
| M/S Queen of Scandinavia                        | 1990–2008                      | Sedan 2010 M/S Princess Maria hos St. Peter Line.    |
| M/S Dana Gloria M/S Lisco Gloria                | 2002–2003 2003–2010            | Upphuggen efter brand.                               |
| MS Duchess of Scandinavia                       | 2003–2005                      | Sedan 2008 MS Bergensfjord hos Fjord Line.           |
| M/S Lagan Seaways                               | 2010                           | Sedan 2011 M/S Stena Lagan hos Stena Line.           |
| M/S Mersey Seaways                              | 2010                           | Sedan 2011 M/S Stena Mersey hos Stena Line.          |
| M/S Scottish Viking                             | 2010                           | Sedan 2011 Scandlines.                               |
| M/S Baltic Amber                                | 2010–2011                      | Sedan 2011 M/S Norman Asturias hos LD Lines.         |
| M/S Dublin Seaways M/S Stena Feronia            | 2010–2011                      |                                                      |
| M/S Liverpool Seaways                           | 2010–2020                      | Sedan 2020 M/S Pelagos hos La Méridionale.           |
| M/S Crown Seaways                               | 1994–2024                      | Sedan 2024 M/S Nordic Crown hos Go Nordic Cruiseline |
| M/S Pearl Seaways                               | 2001–2024                      | Sedan 2024 M/S Nordic Pearl hos Go Nordic Cruiseline |